# Sangiaccato di Vize
Il sangiaccato di Vize (in turco ottomano: Sancak-i/Liva-i Vize) era una provincia ottomana di secondo livello (sangiaccato/sanjak o liva) che comprendeva la regione di Vize nella Tracia orientale. Dopo il 1849 la sua sede fu trasferita a Tekirdağ (Rodosto) e fino alla fine del 1920 circa, la provincia era conosciuta in italiano come sangiaccato di Rodosto (in turco ottomano Tekfurdağı sancak).

## Storia
La città di Vize (in greco Bizye) faceva parte dei resti dell'impero bizantino, che cadde con la conquista ottomana di Costantinopoli nel 1453.
La città divenne sede di un sangiaccato come parte dell'Eyalet di Rumelia nell'ultimo terzo del XV secolo. Fino alla metà del XVII secolo, il sangiaccato era passato sotto l'Eyalet di Silistra, e nel 1846 all'Eyalet di Adrianopoli. Fu ribattezzato come sangiaccato di Tekfürtaği nel 1849, dal nome del nuovo capoluogo, Tekfürtaği (in italiano Rodosto, l'odierna Tekirdağ). Vize stessa fu distaccata nel 1879 e passò sotto il sangiaccato di Kırk Kilise. Nel 1912 il sangiaccato comprendeva i kaza (distretti) di Tekfürtaği stessa, Malkara, Çorlu e Hayrabolu. Nel 1920 l'area, insieme a tutta la Tracia orientale, fu occupata dall'esercito greco, che la tenne fino al suo ritiro nell'ottobre 1922 in seguito all'armistizio di Mudanya. Dopo il 1923 la città di Tekirdağ divenne il capoluogo della provincia di Tekirdağ nella neonata Repubblica di Turchia.